# Ніна Агдал
Ніна Агдал (дан. Nina Brohus Agdal; нар. 26 березня 1992) — данська модель.

## Біографія
Народилася у 1992 році в передмісті Копенгагена, була помічена модельним агентом на вулиці і запрошена на кастинг для участі у конкурсі початківців моделей Elite Model Look — в результаті стала переможницею конкурсу. Підписала контракт з модельним агентством і продовжила навчання у загальноосвітній школі, по закінченню якої сконцентрувалася на модельному бізнесі і переїхала в Нью-Йорк.
Першим модельним агентством було «Elite Model Management» у Копенгагені. Потім були представництва того ж агентства у Мюнхені, Гамбурзі, Маямі. Початком успішної кар'єри можна вважати появу у 2012 році в рекламі купальників для журналу «Sports Illustrated».
У 2013 році знялася в рекламному ролику мереж фастфуду Carl's Jr. і Hardee's, який транслювався під час Супербоулу.
У 2014 році з'явилася на обкладинці ювілейного 50-го видання «Sports Illustrated Swimsuit Issues» з Кріссі Тейге і Лілі Олдрідж.
У різний час брала участь в показах: Billabong, Body Central, Calzedonia, Cover Style, Delia's, Ellos, Fredericks of Hollywood, Garage, Gosh, JC Penney, L * Space, Maaji Swimwear, Macy's,, New Yorker, Playlife, Victoria's Secret та інші
Вперше потрапила на обкладинку модного журналу в червні 2010 року, в міжнародний випуск журналу Harper's Bazaar, у квітні 2013 року знялася для обкладинки мексиканського видання журналу Esquire, у липні 2014 року для обкладинки французького журналу Grazia, у січні 2015 року була на обкладинці мексиканського видання Cosmopolitan.
У 2013-2014 роках зустрічалася з американським попспіваком Максом Джорджем.
У серпні 2016 року підписала контракт з агентством IMG Models. Проживає у Маямі, США.

## Фільмографія
- Пристрасті Дон Жуана, (2013) (камео)
- Антураж, (2015) (камео)